# Hongik Egyetem állomás
Hongik Egyetem állomás a szöuli metró 2-es, AREX és Kjongi‑Csungang (Gyeongui‑Jungang) vonalának állomása Mapho-ku (Mapo-gu) kerületben. Korábbi neve Tonggjo (동교역, 東橋驛, Donggyo) állomás volt. Itt található a Hongde (Hondae) negyed, mely a fiatal művészeiről, klubjairól, szórakozóhelyeiről ismert. A környéken forgattak olyan koreai sorozatokat, mint a The 1st Shop of Coffee Prince vagy a My Lovely Sam Soon. Az állomás a nevét a közeli Hongik Egyetemről kapta.

## Viszonylatok
| 2-es vonal                                       | 2-es vonal                                                                  | 2-es vonal                                                          |
| ------------------------------------------------ | --------------------------------------------------------------------------- | ------------------------------------------------------------------- |
| Hapcsong (Hapjeong) (külső oldal) Városháza felé | fő vonal                                                                    | Sincshon (Sinchon) (belső oldal) Cshungdzsongno (Chungjeongno) felé |
| AREX                                             |                                                                             |                                                                     |
| Kongdok (Gongdeok) Szöul felé                    | AREX vonal                                                                  | Digital Media City Incshon (Incheon)i nemzetközi repülőtér 2 felé   |
| Kjongi–Csungang (Gyeongui–Jungang)               |                                                                             |                                                                     |
| Kadzsva (Gajwa) Munszan (Munsan) felé            | Csungang (Jungang) expressz Kjongi–Csungang (Gyeongui–Jungang) személyvonat | Szogang (Sogang) Egyetem Csiphjong (Jipyeong) felé                  |
| Digital Media City Munszan (Munsan) felé         | Munszan (Munsan) piros expressz                                             | Kongdeok (Gongdok) Csiphjong (Jipyeong) felé                        |